# Куніна Надія Володимирівна
Надія Володимирівна Куніна (нар. 29 березня 1994) — українська футболістка, півзахисниця жіночої збірної України.

## Клубна кар'єра

### Ранні роки
За наполяганням матері записалася до танцювального гуртка, де займалася протягом двох років. Під час навчання в 4-у класі школи старша сестра Надії привела її до футбольної секції. Під час проживання в Ужгороді брала участь у регіональних дитячих змаганнях. На одному з матчів Куніну помітив Сергій Сапронов, який запросив її до чернігівського «Спартака», де дівчина виступала з 7-о по 10-й класи на період навчання в школі.

### Легенда
У 2016 році перейшла до «Легенди». У футболці чернігівського клубу дебютувала 30 квітня 2016 року в переможному (2:1) домашньому поєдинку 2-о туру Вищої ліги проти уманського «Ятраня». Надія вийшла на поле на 69-й хвилині, замінивши Любов Шматко. За підсумками сезону 2016 року редакція сайту «Жіночий футбол України» (wfpl.com.ua) визнала Надію Куніну найкращою футболісткою 2016 року у віковій категорії до 17 років. Першим голом у чемпіонаті України відзначилася 28 липня 2017 року на 20-й хвилині переможного (7:1) виїзного поєдинку 2-о туру проти київського «Атекс-СДЮШОР №16». Надія вийшла на поле в стартовому складі та відіграла увесь матч. Потрапила до символічної «Команди року-2017» за версією читачів видання womensfootball.com.ua (на позиції нападник). У складі чернігівського клубу в чемпіонаті України зіграла 34 матчі, в яких відзначилася 1 голом. Разом з «Легендою» тричі поспіль здобувала бронзові нагороди чемпіонату (2016, 2017, 2017/18), а в 2016 року стала фіналісткою кубку України.

### «Житлобуд-1»
Наприкінці червня 2018 року приєдналася до «Житлобуду-1». У складі харківського клубу дебютувала 3 серпня 2018 року в переможному (11:0) поєдинку 1-о туру Вищої ліги проти костопільської «Родини». Куніна вийшла на поле в стартовому складі та відіграла увесь матч, а на 21-й та 29-й хвилинах матчу відзначилася дебютними голами за нову команду.

### «Лінчепінг»
В 2021 році перейшла до складу «Лінчепінга» , триразового переможця Дамаллсвенскан та п'ятиразового воладара кубку Швеції. Трансфер був розрахований на 3,5 роки.
В 2023 році на правах оренди розпочала сезон в австрійській команді «Аустрія» (Відень) , за яку вона провела 18 ігор, в яких забила 8 голів та зробила 2 асисти.

### «Колос»
Влітку 2023-го року Куніна повернулась до Чемпіонату України.  На початку липня було проведено офіційну презентацію Надії в «Колосі» та визначено її новий ігровий номер «22».  Контракт було підписано строком на 2 роки.

## Кар'єра в збірній
У 2015—2016 роках провела 8 матчів (4 голи) за дівочу збірну Україна WU-17. З 2017 по 2019 рік залучалася до поєдинків дівочої збірної України WU-19 (12 матчів, 4 голи).
У вересні 2018 року отримала перший виклик до національної збірної України. Дебютувала за головну жіночу команду країни 4 вересня 2018 року в переможному (2:0) домашньому поєдинку проти Угорщини. Надія вийшла на поле на 85-й хвилині, замінивши Яну Калініну.

## Досягнення
«Житлобуд-1»
- Вища ліга України
  -  Чемпіонка (1): 2018/19

- Кубок України
  -  Володарка (1): 2019

«Колос»
- Вища ліга України
  -  Срібна призерка (1): 2024
  -  Бронзова призерка (1): 2023

«Легенда»
- Вища ліга України
  -  Бронзова призерка (3): 2016, 2017, 2017/18

- Кубок України
  -  Фіналістка (1): 2016